# Acartauchenius bedeli
Acartauchenius bedeli là một loài nhện trong họ Linyphiidae.
Loài này thuộc chi Acartauchenius. Acartauchenius bedeli được Eugène Simon miêu tả năm 1884.